# Хана Ћопић
Хана Ћопић (Београд, 1978) германисткиња, је преводитељка, активисткиња и феминисткиња. У свом раду бави се питањима рода као и настанком (прве) Југославије, холокаустом и антисемитизмом.

## Биографија
Хана је дипломирала на одсеку за германистику Филолошког факултета у Београду. Године 1999/2000. добија ДААД стипендију за Универзитет у Хајделбергу а по истеку почиње да ради као пројект координаторка за питања рода у Фондацији Хајнрих Бел у Београду, где је радила од 2008. до 2012. године. Радила је и у Фондацији за сећање, одговорност и будућност (ЕВЗ). Завршила је курс за ТВ новинарке, а на Факултету политичких наука у Београду магистрирала на катедри за Женске студије. Активно се укључује у феминистичке активности. Учествовала је у различитим пројектима и акцијама, а тренутно ради на докторату на Технолошком универзитет у Берлину при Центру за антисемитизам. Бави се превођењем са немачког на српски са фокусом на политику и филозофију. Живи у Берлину где од 2012. ради у Фондацији „Сећање, одговорност и будућност“.

## Преводилачки рад
Превела је роман „Сатурнови прстенови”, „Вавилонска јама“, и обимни „Речник симбола”, где је једна од укупно три преводиоца. Преводила је за неколико невладиних организација као и за часописе „Реч”, „Поља” и „Хабитус”, новине „Република”, као и за трећи програм Радио Београда, „Пешчаник”, те Европски институт за прогресивне културне политике. 

## Активизам
Њена активистичка интересовања и ангажовања од 2000. фокусирана су на сарадњу са Женама у црном као феминистички, антимилитаристички активизам и суочавање са прошлошћу, односно као идеја и жеља за другачијом врстом моћи и њеном прерасподелом у друштву. „Све смо ми ЛГБТ” је у том смислу био не само један од слогана на протестима, већ и нераскидиви део те политике. Kонкретније и специфичније бављење ЛГБТтемама уследило је дугогодишњим искуством са активистима, и радом у Фондацији Хајнрих Бел од 2008. године. Овим искуствима, Ћопић добија увид у различите структуре и активизам на међународном плану, где и сама постаје део специфичне структуре, пре свега у вредносном смислу, у којем је инволвирана и данас. Од маја 2021. год. бави се темом „Локално новинарство – европске перспективе” са фокусом на земље Западног Балкана као руководилац пројекта.